# Peter Latham
Peter David Latham (Te Awamutu, 8 de enero de 1984) es un deportista neozelandés que compitió en ciclismo en las modalidades de pista, especialista en la prueba de persecución por equipos, y ruta.
Ganó dos medallas de bronce en el Campeonato Mundial de Ciclismo en Pista, en los años 2009 y 2010.

## Medallero internacional
| Campeonato Mundial | Campeonato Mundial   | Campeonato Mundial | Campeonato Mundial      |
| Año                | Lugar                | Medalla            | Competición             |
| ------------------ | -------------------- | ------------------ | ----------------------- |
| 2009               | Pruszków (Polonia)   | Medalla de bronce  | Persecución por equipos |
| 2010               | Ballerup (Dinamarca) | Medalla de bronce  | Persecución por equipos |